# سیارک ۱۵۰۶
سیارک ۱۵۰۶ (به انگلیسی: 1506 Xosa، نامگذاری:1939JC) هزار و پانصد و ششمین سیارک کشف شده‌است که در ۱۵ مه ۱۹۳۹ کشف شد.
قدر مطلق سیارک برابر ۱۱٫۷۰ است.